# Bahnhof Tama-Dōbutsukōen
Der Bahnhof Tama-Dōbutsukōen (jap. 多摩動物公園駅, Tama-Dōbutsukōen-eki) ist ein Bahnhof auf der japanischen Insel Honshū. Er wird gemeinsam von den Bahngesellschaften Keiō Dentetsu und Tokyo Tama Intercity Monorail betrieben und befindet sich in der Präfektur Tokio auf dem Gebiet der Stadt Hino. Hier kann zwischen der Eisenbahn und einer Einschienenbahn umgestiegen werden, der Hauptzweck ist jedoch die Anbindung des benachbarten Tama-Zoos, nach dem der Bahnhof benannt ist.

## Verbindungen
Tama-Dōbutsukōen ist die südliche Endstation der zwei Kilometer langen Keiō Dōbutsuen-Linie der Bahngesellschaft Keiō Dentetsu, die in Takahatafudō von der Keiō-Linie abzweigt. Züge verkehren werktags alle 20 Minuten. Aufgrund des bedeutenden Ausflugsverkehrs wird dieses Grundangebot an Wochenenden und Feiertagen um zusätzliche Züge ergänzt. Dazu gehört ein Schnellzugspaar von und zum Bahnhof Shinjuku im Stadtzentrum Tokios. Die Einschienenbahn Tama, die von der Gesellschaft Tokyo Tama Intercity Monorail betrieben wird, verbindet Kamikitadai in der Stadt Higashiyamato mit Tachikawa und Tama-Center. Tagsüber verkehrt die Bahn alle zehn Minuten, morgens alle fünf bis sieben Minuten und abends alle sieben bis acht Minuten.

## Anlage
Die Anlage besteht aus zwei nicht miteinander verbundenen Teilen beidseits des Flusses Hodokubo. Am Ostufer steht der ebenerdige Kopfbahnhof der Keiō Dōbutsuen-Linie. Er ist von Nordosten nach Südwesten ausgerichtet und besitzt zwei stumpf endende Gleise, die an einem überdachten Mittelbahnsteig liegen. Der Bahnsteig wiederum ist mit dem Empfangsgebäude am südlichen Ende verbunden, das auch über einen Souvenirladen verfügt. Von dort aus ist der Haupteingang des Tama-Zoos über eine Brücke und einen Fußgängerübergang erreichbar. Unmittelbar an das Empfangsgebäude angebaut sind das Eisenbahnmuseum Keio Rail-Land und der Kinder-Vergnügungspark HUGHUG, beide ebenfalls Unternehmen der Keio Group. Am Westufer des Hodokubo erhebt sich der in massiver Bauweise errichtete Bahnhof der Einschienenbahn.
Im Fiskaljahr 2018 nutzten durchschnittlich 6.592 Fahrgäste täglich den Bahnhof der Eisenbahn. Der entsprechende Wert für den Bahnhof der Einschienenbahn im Fiskaljahr 2017 betrug 2473.

## Gleise

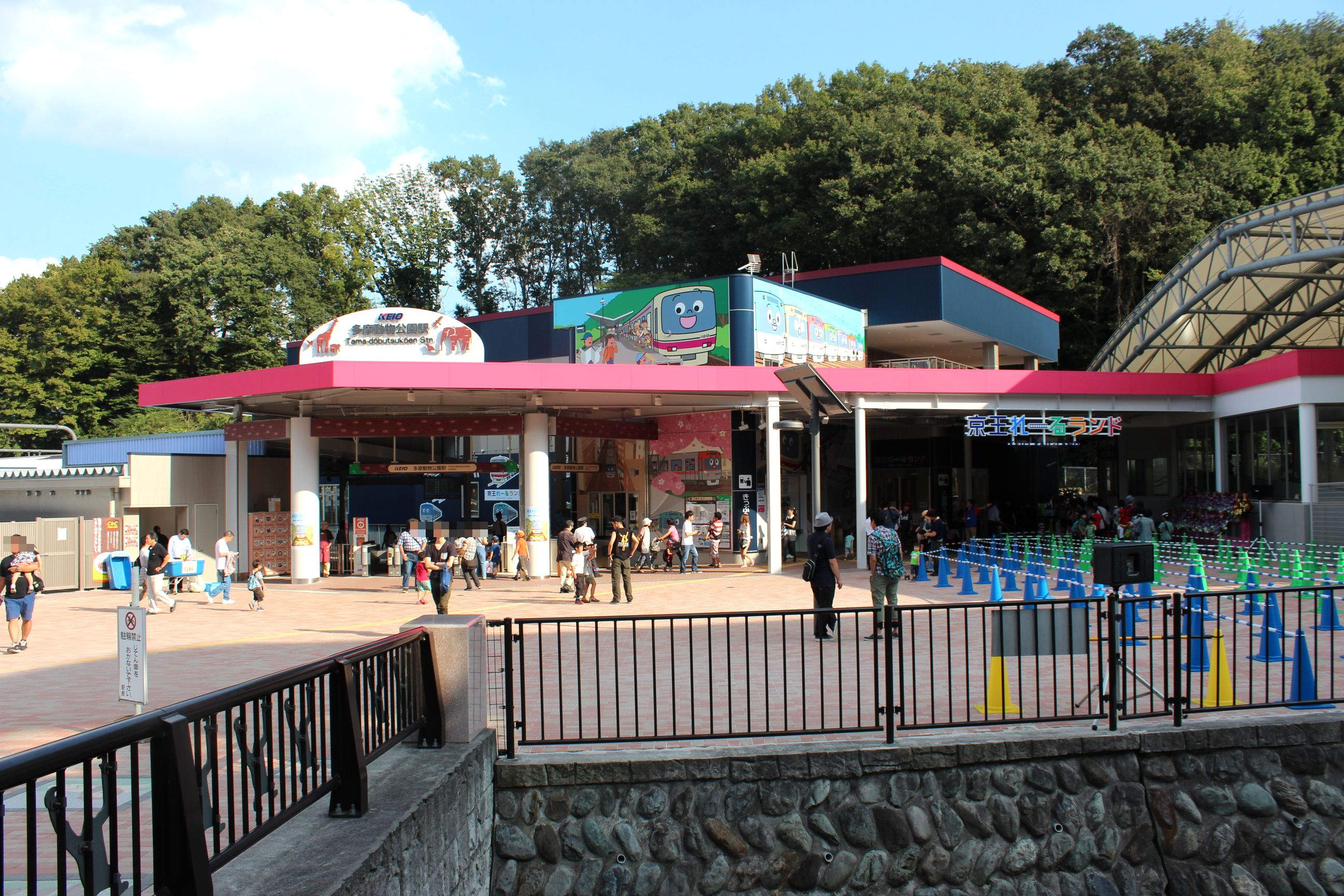
Empfangsgebäude

Eisenbahn
| 1 | ▉ Keiō Dōbutsuen-Linie | Takahatafudō • Chōfu • Meidaimae • Shinjuku |
| 2 | ▉ Keiō Dōbutsuen-Linie | Takahatafudō (Pendelzüge)                   |

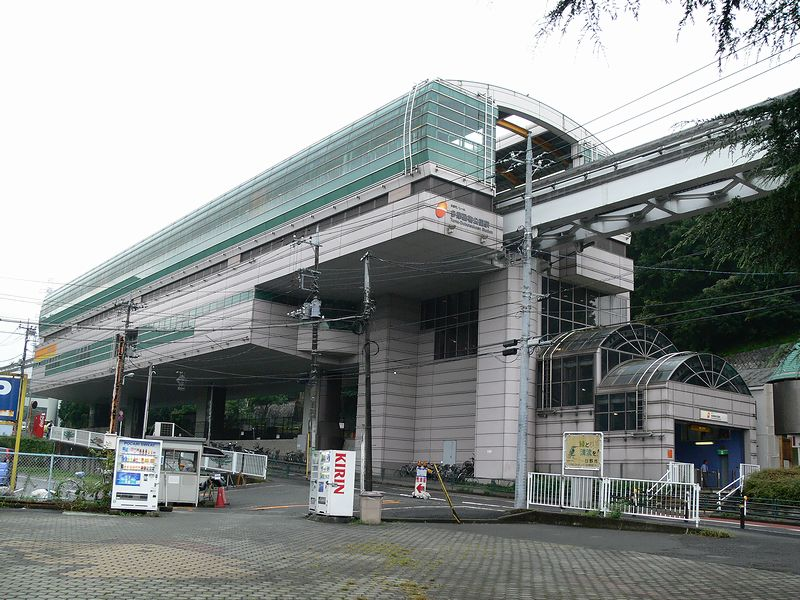
Einschienenbahn
| 1 | ▉ Einschienenbahn Tama | Takahatafudō • Tachikawa • Kamikitadai |
| 2 | ▉ Einschienenbahn Tama | Tama-Center                            |

## Geschichte
Nach der Eröffnung des Tama-Zoos im Jahr 1958 und des Freizeitparks TamaTech im Jahr 1961 nahm der Ausflugsverkehr stark zu. Um diesen zu bewältigen, baute die Bahngesellschaft Keiō Teito Dentetsu (heute Keiō Dentetsu) eine von der Keiō-Linie abzweigende Stichstrecke und nahm diese am 29. April 1964 in Betrieb. In den 1970er Jahren errichteten die Meisei-Universität und die Chūō-Universität in der Nähe je einen neuen Campus, was die Keiō Dōbutsuen-Linie auch zu einem wichtigen Verkehrsmittel für Studierende machte. Für die Feinerschließung der Universitäten sorgte eine vom Bahnhof aus verkehrende Buslinie.
Die Bahngesellschaft Tokyo Tama Intercity Monorail eröffnete am 10. Januar 2000 das zweite Teilstück der Einschienenbahn Tama zwischen Tachikawa-Kita und Tama-Center. Da die Universitäten nun über einen eigenen, näher gelegenen Bahnhof verfügten (Chūō-Daigaku-Meisei-Daigaku), sank die Fahrgastfrequenz im Bahnhof Tama-Dōbutsukōen um über zwei Drittel. Die Schließung von TamaTec im September 2009 trug zu einem weiteren Rückgang bei.